# Chrysosporium pseudomerdarium
Chrysosporium pseudomerdarium är en svampart som beskrevs av Oorschot 1980. Chrysosporium pseudomerdarium ingår i släktet Chrysosporium och familjen Onygenaceae.   Inga underarter finns listade i Catalogue of Life.